# Mercearia São Pedro
Mercearia São Pedro, também chamado de Bar Mercearia, foi um bar inaugurado em 1968 na Rua Rodésia 34, Vila Madalena, em São Paulo, próximo a estação Vila Madalena. A mercearia encerrou seu funcionamento em 2024.

## História
A Mercearia São Pedro foi fundada em 1968 por Pedro Benuthe. Inicialmente ela funcionava apenas como uma mercearia, mas quatro anos depois passou a vender sanduíches e bebidas alcoólicas, tornando-se um dos bares mais antigos da Vila Madalena. Nos anos 80, o local passou a alugar fitas de VHS. Em 1996, passou a servir refeições, e em 2000 inaugurou uma pequena livraria dentro do estabelecimento. O estabelecimento passou por dificuldades financeiras durante a Pandemia de COVID-19. O local era decorado com cartazes de filmes e ganhou fama por ser palco de estreias de filmes e livros. Ela era frequentada por nomes da literatura, como Xico Sá, Marçal Aquino, Andréa Del Fuego, Marcelo Rubens Paiva, Marcelino Freire, Mário Bortolotto, Michel Laub e a cartunista Laerte Coutinho, que criou a logomarca do estabelecimento. O bar também foi frequentado por nomes do esporte, como Sócrates, Raí e Casagrande, e da música, como Nick Cave, Lulina, Ciro Pessoa, Lúcio Maia, Reinaldo Moraes e Bruna Beber. A Mercearia também foi tema de duas antologias, "Uma Antologia Bêbada", organizada por Joca Reiners Terron e "Saideira: O Livro dos Epitáfios", pelo Joca e Marcelino Freire. Em 2006, foi lançada a Revista Mercearia, mas ela foi cancelada na primeira edição.
Em 1996, após a morte de Pedro, o estabelecimento foi herdado por Marcos Benuthe e Pedro Anis Issa Benuthe e outros dois parentes. Em agosto de 2021, Marcos acionou a Justiça afirmando que Pedro não prestava contas da sociedade e não pagava seu pró-labore. Já que não houve acordo, a Justiça decidiu vender três estabelecimentos ligados a família para realizar a distribuição de bens. Os edifícios, incluindo o bar, seriam vendidos para a Even Incorporadora, porém a mesma e Pedro negaram a venda. Marcos anunciou a abertura de outro bar, o Ria, que herdou parte dos livros que estavam na Mercearia. Já Pedro abriu outros dois bares. O Bar Mercearia fechou oficialmente em 25 de fevereiro de 2024. Os terrenos foram vendidos de fato para a Mitre Realty Empreendimentos Participações, que darão lugar a um condomínio de luxo da Habitram Empreendimentos Imobiliários, com previsão de entrega para 2027. Após o fechamento, Pedro anunciou que estava buscando outro terreno para reabrir o bar. O Bar Mercearia foi demolido no dia 11 de março.